# Expurse of Sodomy
Expurse of Sodomy – minialbum niemieckiego thrashmetalowego zespołu Sodom, wydany w 1987. 
Wydawcą płyty jest firma SPV/Steamhammer. Nagrań dokonano w grudniu 1986, w studiu Musiclab w Berlinie.
Wszystkie trzy utwory zostały nagrane ponownie i znalazły się na kolejnym albumie Persecution Mania, ale tylko w wydaniu europejskim.
Własne wersje utworu Sodomy and Lust nagrały zespoły Cradle of Filth (Lovecraft & Witch Hearts, 2002) oraz Exhumed (Gore Metal, 1998).  

## Muzyka i teksty
Jest to ostatni materiał płytowy Sodom bez wyraźnie thrashowego charakteru, znanego z kolejnego albumu. Na płycie, zawierającej tylko trzy utwory, słychać wpływy black metalu z jego tzw. pierwszej fali, z połowy lat osiemdziesiątych.  
Gitary nie mają jeszcze tak masywnego jak na kolejnych płytach, thrasowego brzmienia, choć riffy są precyzyjniejsze jak na Obsessed by Cruelty. Wpływ na ewolucję muzyczną miała zmiana składu: dotychczasowego gitarzystę Michaela "Destructora" Wulfa zastąpił Frank "Blackfire" Gosdzik. 
Płytę charakteryzuje wyższa niż dotąd jakość produkcji, chociaż dźwięk jest ciągle gęsty, "brudny", chwilami nieuporządkowany. Tom Angelripper operuje niskim, chrapliwym wokalem, z typowym dla ówczesnych zespołów blackmetalowych pogłosem (Venom, Bathory Bulldozer). Z drugiej strony można dostrzec w Expurse of Sodomy inspiracje dla późniejszych zespołów gatunku death metal. 
My Atonement wyróżnia się długością (ponad sześć minut) oraz nietypowym jak na Sodom, balladowym intrem.
Teksty utworów pokazują mroczne oblicze człowieka, m.in. jego grzeszne pożądania (Sodomy and Lust). Tom Angelripper sięga w swoich tekstach po symbolikę religijną, opisując świat występku, walki i okrucieństwa. 

## Lista utworów
1. Sodomy and Lust – 5:10
2. The Conqueror – 3:38
3. My Atonement – 6:02

## Twórcy
- Tom Angelripper – wokal, gitara basowa
- Frank Blackfire – gitara
- Chris Witchhunter – perkusja